# Сероголовый щетинкоклювый бюльбюль
Сероголовый щетинкоклювый бюльбюль (лат. Bleda canicapillus) — вид птиц из семейства бюльбюлевых. Выделяют два подвида.

## Таксономия
Изначально вид был описан как входящий в состав рода Trichophorus (синоним для Criniger).

## Распространение
Обитают в Западной Африке на территории Гамбии (запад), Сенегала (юго-запад), Гвинеи-Бисау (восток), вплоть до юго-востока Нигерии и крайнего северо-запада Камеруна.

## Описание
Длина тела 20,5—22 см. Самцы весят 39,5—46,5 г, самки — 36—40,5 г. У представителей номинативного подвида шиферно-серые голова и шея. Верхняя сторона тела и хвост оливково-зелёные, а горло и нижняя сторона тела ярко-желтые.

## Биология
Питаются членистоногими, включая прямокрылых, термитов, муравьев, многоножек, пауков и им подобных. Также, по наблюдениям, потребляют мелких лягушек и фрукты.